# Яновский сельсовет (Хотимский район)
Яновский сельсовет — упразднённая административно-территориальная единица в Хотимском районе Могилёвской области Белоруссии.

## История
В 2009 году Яновский сельсовет был упразднён, населённые пункты Беседский Прудок, Василевка-1, Василевка-2, Дружба, Канавка, Круглый, Молуновка, Озеровка, Ольшов-2, Пограничник, Шелодоновка, Яновка переданы в ведение Тростинского сельсовета Хотимского района.

## Состав
Яновский сельсовет включал 14 населённых пунктов:
- Беседский Прудок — деревня.
- Василевка-1 — деревня.
- Василевка-2 — деревня.
- Дружба — деревня.
- Канавка — деревня.
- Круглый — посёлок.
- Молуновка — деревня.
- Озеровка — деревня.
- Ольшов-2 — деревня.
- Пограничник — посёлок.
- Шелодоновка — деревня.
- Яновка — деревня.

Упразднённые населённые пункты:
- Борки — деревня. Населённый пункт упразднён в 2007 году.
- Лазовка — деревня. Населённый пункт упразднён в 2007 году.